# جو سميث (لاعب كرة سلة)
جو سميث (22 مايو 1929 بنيويورك في الولايات المتحدة - 10 يونيو 1999) (بالإنجليزية: Joe Smyth)‏ هو لاعب كرة سلة أمريكي في مركز هجوم صغير الجسم. لعب مع نيويورك نيكس.

## وصلات خارجية
- جو سميث (لاعب كرة سلة) على موقع إن بي أي (الإنجليزية)
- جو سميث (لاعب كرة سلة) على موقع سبورتس رفرنس (الإنجليزية)
- جو سميث (لاعب كرة سلة) على موقع كلية كرة السلة في سبورتس رفرنس.كوم (الإنجليزية)
- جو سميث (لاعب كرة سلة) على موقع ريلجم (الإنجليزية)
- جو سميث (لاعب كرة سلة) على موقع بروبوليرز (الإنجليزية)